# Мирон (герб)
Мирон (пол. Miron) — польский дворянский герб.

## Описание
Описание герба в «Сборнике дипломных гербов Польского Дворянства» (РГИА. Ф.1411. Оп.1. Д.440. Л.53):
В лазуревом щите золотой крест с вырезанными концами, над крестом золотая звезда о пяти концах, под ним золотой же сломанный и укороченный пояс. Щит увенчан Дворянским коронованным шлемом. Нашлемник: три серебряных страусовых пера. Намёт лазуревый с золотом.

## Герб используют
Фердинанд-Франтишек Вернер, г. Мирон, жалован 18 февраля 1858 года дипломом на потомственное дворянское достоинство Царства Польского.